# The Pitcher
The Pitcher is een Nederlands hardstyle project bestaande uit Luc van Veghel (DJ) en Michel Pollen (producer). "The Pitcher" is begonnen als een studio project in het jaar 2000, maar om het project verder te kunnen ontwikkelen was er een gezicht nodig en dat is Luc van Veghel geworden. Hij is degene die optreedt op festivals. De producties van The Pitcher worden verzorgd door Michel Pollen (bekend van onder meer Syntone en Silverblue en daarnaast verantwoordelijk voor een groot aantal van de Fusionuitgaven).
Ze brachten voornamelijk euforische hardstyle uit, maar sinds 2016 is de muziekstijl zich meer gaan richten op raw hardstyle.
The Pitcher is ook onderdeel van de hardstyle act "Notorious Two", een samenwerking met Lady Faith.

## Discografie
| Release                                                     | Label / CAT #      | Formaat                   | Datum van Release |
| ----------------------------------------------------------- | ------------------ | ------------------------- | ----------------- |
| Pump It Loud!!                                              | Superplastik 002-5 | Vinyl, 12 inch            | 10-09-2003        |
| Start Rocking                                               | Superplastik 005-5 | Vinyl, 12 inch            | 28-06-2004        |
| Banging / Pump It Loud 2006                                 | Superplastik 015-5 | Vinyl, 12 inch            | 02-02-2006        |
| Grindin' / Centroid                                         | Superplastik 018-5 | Vinyl, 12 inch            | 07-09-2006        |
| Control / Sleeping                                          | Superplastik 021-5 | Vinyl, 12 inch            | 20-03-2007        |
| New World / Underwater                                      | Superplastik 023-5 | Vinyl, 12 inch            | 05-11-2007        |
| Karma / Titan                                               | Superplastik 025-5 | Vinyl, 12 inch            | 11-05-2008        |
| Serenity / Our Core                                         | Superplastik 030-5 | Vinyl, 12 inch            | 11-02-2009        |
| Shine / I Just Can't Stop                                   | Superplastik 033-5 | Vinyl, 12 inch            | 30-06-2009        |
| Another Day In My Life / Strange Love                       | Fusion 058-5       | Vinyl, 12 inch / download | 05-11-2009        |
| Enjoy The Music / Here For The Future / Take Me Higher      | Fusion 071-5       | Download                  | 05-07-2010        |
| Smack The Album                                             | Fusion CD 003-2    | Cd / download             | 15-11-2010        |
| Smack - Album Sampler 001                                   | Fusion 084         | Download                  | 22-11-2010        |
| Smack - Album Sampler 002                                   | Fusion 085         | Download                  | 06-12-2010        |
| Smack - Album Sampler 003                                   | Fusion 088         | Download                  | 17-01-2011        |
| Smack - Album Sampler 004                                   | Fusion 091         | Download                  | 31-01-2011        |
| Noisecontrollers - Marlboro Man (The Pitcher Re-Amp)        | Fusion 097         | Download                  | 04-04-2011        |
| The Rising (Last World Anthem)                              | Fusion 104         | Download                  | 13-06-2011        |
| Ain't Nobody / Kick It To The Bone                          | Fusion 107         | Download                  | 18-07-2011        |
| Going H.A.M. (Feat. Buddahmann)                             | Fusion 110         | Download                  | 12-09-2011        |
| I'm Alive (Samen met Slim Shore)                            | Fusion 125         | Download                  | 23-12-2011        |
| Let It Rain (Feat. Szen) / Raw Bass                         | Fusion 135         | Download                  | 27-02-2012        |
| Music To Keep Me Alive                                      | Fusion 153         | Download                  | 17-09-2012        |
| Save Our Dreams (Samen met D-Block & S-te-Fan & DV8 Rocks!) | Fusion 172         | Download                  | 13-05-2013        |
| To The End (vs. Donkey Rollers)                             | Fusion 175         | Download                  | 27-05-2013        |
| Who I Wanna Be                                              | Fusion 178         | Download                  | 10-06-2013        |
| Fame (samen met Lady Faith)                                 | Fusion 182         | Download                  | 12-08-2013        |
| Gotta Feel                                                  | Fusion 203         | Download                  | 02-12-2013        |
| Back To Basics                                              | Fusion 208         | Download                  | 03-02-2014        |
| The Candyman                                                | Fusion 214         | Download                  | 17-03-2014        |
| The World Beyond (Destress Festival Anthem 2015)            | Fusion 250         | Download                  | 28-04-2015        |
| Those Summer Nights                                         | Fusion 275         | Download                  | 23-11-2015        |
| Bitches Cry                                                 | Fusion 264         | Download                  | 24-08-2015        |
| Bigger Gang Bigger Guns                                     | Fusion 285         | Download                  | 14-03-2016        |
| Suicide                                                     | Fusion 298         | Download                  | 30-05-2016        |
| Which Wolf To Feed                                          | ROUGH038           | Download                  | 18-07-2016        |
| Symphony                                                    | Fusion 306         | Download                  | 08-08-2016        |
| Throw Your Motherfucking Hands In The Sky                   | Fusion 314         | Download                  | 17-10-2016        |